# Parlez-vous le Brassens ?
Parlez-vous le Brassens ?  est une étude sur les textes du chanteur Georges Brassens écrite par Jean-Louis Garitte.

## Introduction
Jean-Louis Garitte se propose d'analyser ce qui fait l'originalité des textes de Brassens : mélange des mots argotiques et châtiés, références classiques, archaïsmes et constructions elliptiques se conjuguent et se complètent pour donner un ensemble qui fait son originalité.

Le style de Brassens, c'est tout cela : des références mythologiques à la verve gauloise, de la culture classique à la culture populaire pour mieux surprendre celui qui écoute ses chansons ou qui lit ses textes.
Tel est l'objectif de ce livre : faire comprendre et donner envie.

## Présentation et synthèse
L'analyse correspond à une mise en évidence de la richesse de l'œuvre et permet de rentrer dans l'univers du poète. 
Le livre comprend 7 parties: le vocabulaire, les expressions, les allusions littéraires, les jurons, les phrases "défigées", les noms propres et enfin, des citations.